# Спинола де ла Серда , Карлос Амбросио, 5-й маркиз Лос-Бальбасес
 Быстро удалить